# Грузинська губернія
Грузинська губе́рнія — адміністративно-територіальна одиниця Російської імперії, утворена 1801 року. Центр губернії — місто Тифліс.

## Створення
Створена в 1801 на землях Грузії, приєднаних до Російської імперії згідно з маніфестом про приєднання Східної Грузії.
У 1812 терен губернії розширено за рахунок територій Закавказзя, що відійшли до Російської імперії за Бухарестським миром.

## Внутрішній поділ
Область початково поділялася на 5 повітів: Горійський, Душетський, Лорійський, Сигнахський та Телавський.

## Скасування губернії
У 1840 губернію скасовано, її територія увійшла до складу новоутвореної Грузино-Імеретинської губернії.